# بطرس
بطرس أو سمعان بطرس (بالسريانية: ܫܡܥܘܢ ܟܐܦܐ، نقحرة: شمعون كيفا؛ باليونانية: Πέτρος، نقحرة: بيتروس) أحد التلاميذ الاثني عشر ويحتلّ مكانة بارزة في أناجيل العهد الجديد وسفر أعمال الرسل. حسب الرواية الرسميّة فهو ابن يوحنا أبو يونا ومن قرية بيت صيدا في شمال الجليل قرب بحيرة طبرية، وهو شقيق أندراوس أحد التلاميذ الإثني عشر أيضًا. نال بطرس تبجيلاً في كنائس متعددة ويعتبر أول باباوات الكنيسة الكاثوليكية، بعد أن عمل لتأسيس كنيسة أنطاكية لمدة سبع سنوات. عمل بطرس في الوعظ والتبشير لمجتعمات متفرقة من المسيحيين الجدد سواءً أكانوا من أصول يهوديّة أو وثنيّة يونانيّة في مناطق مختلفة من بلاد الشام وآسيا الصغرى واليونان، قبل أن يتجه إلى روما مؤسسًا كنيستها أيضًا حيث قضى فيها نحو 25 عامًا قبل أن يقتل خلال اضطهاد المسيحيين الذي تمّ أيام الإمبراطور نيرون عام 67 وفق عقائد الكنيسة الكاثوليكية. تنصّ التقاليد الكنسيّة أيضًا، أن بطرس قد صلب رأسًا على عقب أو على صليب مقلوب إذ إنه لم ير نفسه أهلاً ليموت بنفس الطريقة التي مات بها يسوع المسيح. وتذهب التقاليد الكنسيّة إلى اعتبار كاتدرائية القديس بطرس مثواه الأخير وقد أسفرت تنقيبات حديثة خلال حبرية بيوس الثاني عشر إلى دعم هذا الرأي، وهو ما أعاد تأكيده البابا بولس السادس بأبحاث مستقلة أخرى تمت عام 1968.
يحوي العهد الجديد على رسالتين منسوبتين للقديس بطرس، إلا أن أغلب العلماء المعاصرين يستنتجون أن بطرس ليس هو مؤلفها وأنها كتبت من قبل مؤلفين مختلفين، ومن ناحية أخرى هناك العديد من الأناجيل المنتحلة المنسوبة له أمثال سفر أعمال بطرس وإنجيل بطرس ومواعظ بطرس ورؤيا بطرس، غير أن الكنيسة اعتبرت هذه الأعمال بأنها ملفقة. ويرجح أن القديس مرقس كاتب الإنجيل الثاني ومؤسس كنيسة الإسكندرية كان تلميذًا لبطرس؛ حسب العهد الجديد، فإن بطرس كان واحدًا من تلاميذ المسيح، ومن ضمن الثلاثة الذين شكلّوا الحلقة الداخلية حوله، وشهد بعض أبرز الأحداث مثل التجلي وإقامة ابنة يائير، أما تلمذته للمسيح فقد تمت بناءً على طلب يسوع خلال تجواله على شواطئ بحيرة طبرية إذ كان بطرس يعمل مع شقيقه كصياد للسمك.
يحتفل بتذكار القديس بطرس في أغلب الليتورجيات الكنسيّة مع القديس بولس في 29 يونيو، هناك مناسبات أخرى تلحظها السنة الطقسيّة كذكرى دخوله سجن القدس من قبل مجلس حكماء اليهود في 16 يناير من كل عام، وذكرى قيام كرسي أنطاكية وقيام كرسي روما وسواها.

## الأسماء
بطرس أو بيتر هو الذي يعرف أيضا بار يوحنا أو بن يوحنا في الأرامية والعبرية، سمعان بطرس الذي يعني الصخرة، بيترا وبطرس (اليونانية: Κηφᾶς)، وكيفا (كيفا وسيفاس כיפא تعني أيضا الصخرة) وسيفاس في الأرامية، والاسم الأصلي شمعون أو سمعان وفي اللغة العربية أخذ اسم بطرس الأكثر شعبية عند المسيحين العرب كما عرف عند المسلمين بشمعون الصفا.

## حياته

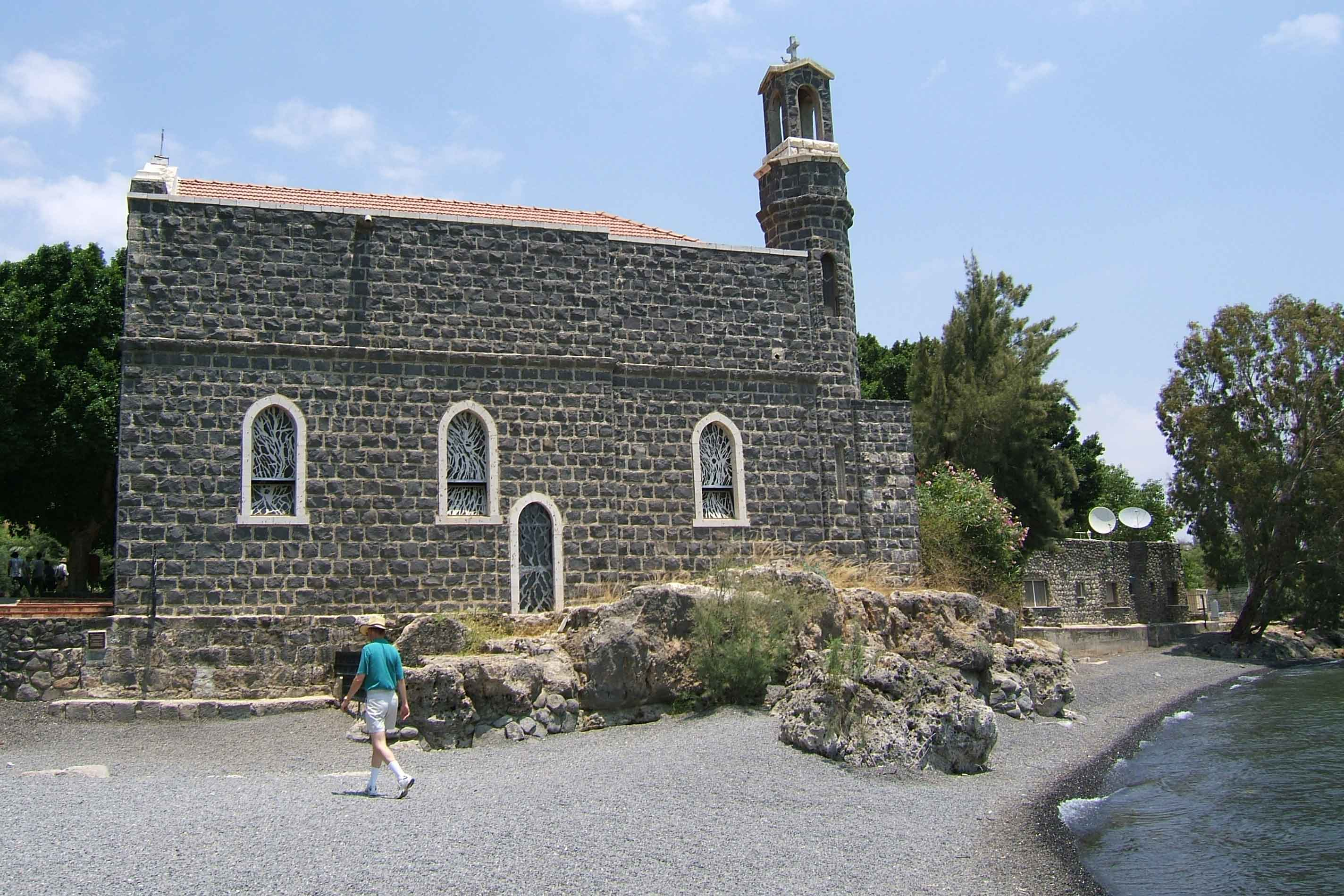
كنيسة القديس بطرس على بحر الجليل(بحيرة طبريا) حيث الموقع التقليدي الذي يقال بأن يسوع المسيح ظهر لتلاميذه بعد قيامته، وبحسب التقليد الكاثوليكي، هنا أنشأ بطرس الولاية العليا على الكنيسة المسيحية.

ولد ونشأ بطرس في مسقط رأسه بقرية بيت صيدا في هضبة الجولان بسوريا، وعمل هناك صياداً للسمك مع أخيه أندراوس قبل أن يدعوه يسوع ليكون أحد أتباعه. وأصبح بعد ذلك قائداً لبقية رسل المسيح  كما أن الكنيسة الأولى أقرت بسلطته.
يعترف أغلب المسيحيين بقداسة سمعان بطرس وبأنه أول باباوات روما بما في ذلك الكاثوليك الشرقيين. بينما تعتبره طوائف مسيحية أخرى بأنه أول أساقفة أنطاكية ومن ثم أصبح أسقف روما.ولكن لا يؤخد هذا بأنه كان يملك سلطاناً أسقفياً فعلياً على بقية الأسقفيات أو الأبرشيات في مختلف أنحاء العالم، ذلك بأن هذه الوظيفة أو المهمة تحددت خصائصها وطبيعتها في الكنيسة في فترة لاحقة لزمن هذا الرسول. وعلاوة على ذلك فإن الكثير من المسيحيين البروتستانت لا يستعملون لقب القديس في الحديث عنه ويكتفون بلقب تلميذ أو رسول. كان بطرس متحمّساً للدفاع عن معلّمه يسوع عندما أعلن يسوع عن كيفيّة ميتته، فقال له سمعان بطرس: إنّي مستعدّ أن أمضي معك إلى السجن وحتى إلى الموت. ومع أن بطرس أنكر المسيح إلا أنه كان أول من اعترف بألوهية المسيح وآمن به.
بشّر بطرس في فلسطين وفينيقية وآسية خمس سنوات، ثم أقام كرسيه سنة 44 للميلاد. ثم عاد إلى أورشليم في السنة نفسها، فألقاه هيرودس في السجن وخلّصه ملاك الربّ حسب الرواية. فاستأنفَ التبشير، وعقد المجمع الأول مع الرسل وكتب رسالته الأولى. ثم رجع إلى روما حيث أسقط سيمون الساحر وكشف خدعه وتعاونه مع الأرواح الشريرة، وكان سيمون عزيزاً على نيرون الملك. الذي غضب بدوره من بطرس وما لبث أن أمر بالقبض عليه وسجنه، ثم أمر بصلبه، ولعمق تواضعه، أبى أن يُصلب إلاّ منكّساً. عكس طريقة صلب معلمه المسيح.
وقد أثبت القدّيسون: ديونيسيوس وايريناوس واوسابيوس وايرونيموس، كما تبيّن أيضاً من الآثار التاريخيّة المكتشفة حديثاً في روما. أن بطرس ذهب إلى روما بالاتفاق مع بولس. وبعد أن أسس كنيستها استشهد في عهد نيرون عام 67.

### تسميته بالصخرة
في حوار بين يسوع وتلاميذه (متى 16:16-20)، سأل يسوع التلاميذ قائلاً "ماذا يقول الناس عني؟" فكان بعض التلاميذ يعطونه إجابات مختلفة فيقولون نقلاً عن كلام الناس أنه نبي أو يوحنا أو اليا النبي أو رجل صالح. وعندما توجه يسوع بكلامه لتلاميذه قائلاً: وأنتم ماذا تقولون من أنا؟ فأجابه سمعان بطرس، "أنت هو المسيح ابن الله الحي".. بدوره أطلق عليه يسوع اسم الصخرة وقال له ستكون أنت الصخرة التي سأبني عليها كنيستي، وأبواب الجحيم لن تقوى عليها."، وكان هذا الاعتراف الأول بعد يوحنا المعمدان بالوحي الإهي.
. والتفسير الشائع حسب الباحث بيتر دانيال هارينغتون الذي يوحي بأن بطرس كان رمزاً، وفي نفس الوقت كان واحدا من التلاميذ وأول من دعا وشغل منصب المتحدث باسم الجماعة الأولى، وكان بطرس الرسول هو أيضاً قدوة مع إيمان مهزوز في بداية عهده، «قليل الإيمان» في متى 14 حيث يعبر ذلك بالغفران في المسيحية. حيث أنه أنكر المسيح ثلاث مرات، ولكن كان هو أيضاً المؤسس الأول للكنيسة التي أرسى دعائمها بقوة وحزم.
لم يسبق استخدام اسم بطرس كثيراً في السابق، ولكن أصبح الاسم الأكثر شعبية للدلالة على أنه اسم مسيحي وخاصة في العالم اليوناني سابقاً وفي بدايات مبكرة من المسيحية.
. في الكنيسة الأرثوذكسية الشرقية يفهم أن معنى اسم بطرس الصخرة، على أنها تشير إلى الإيمان الرسولي.

### المشي على الماء

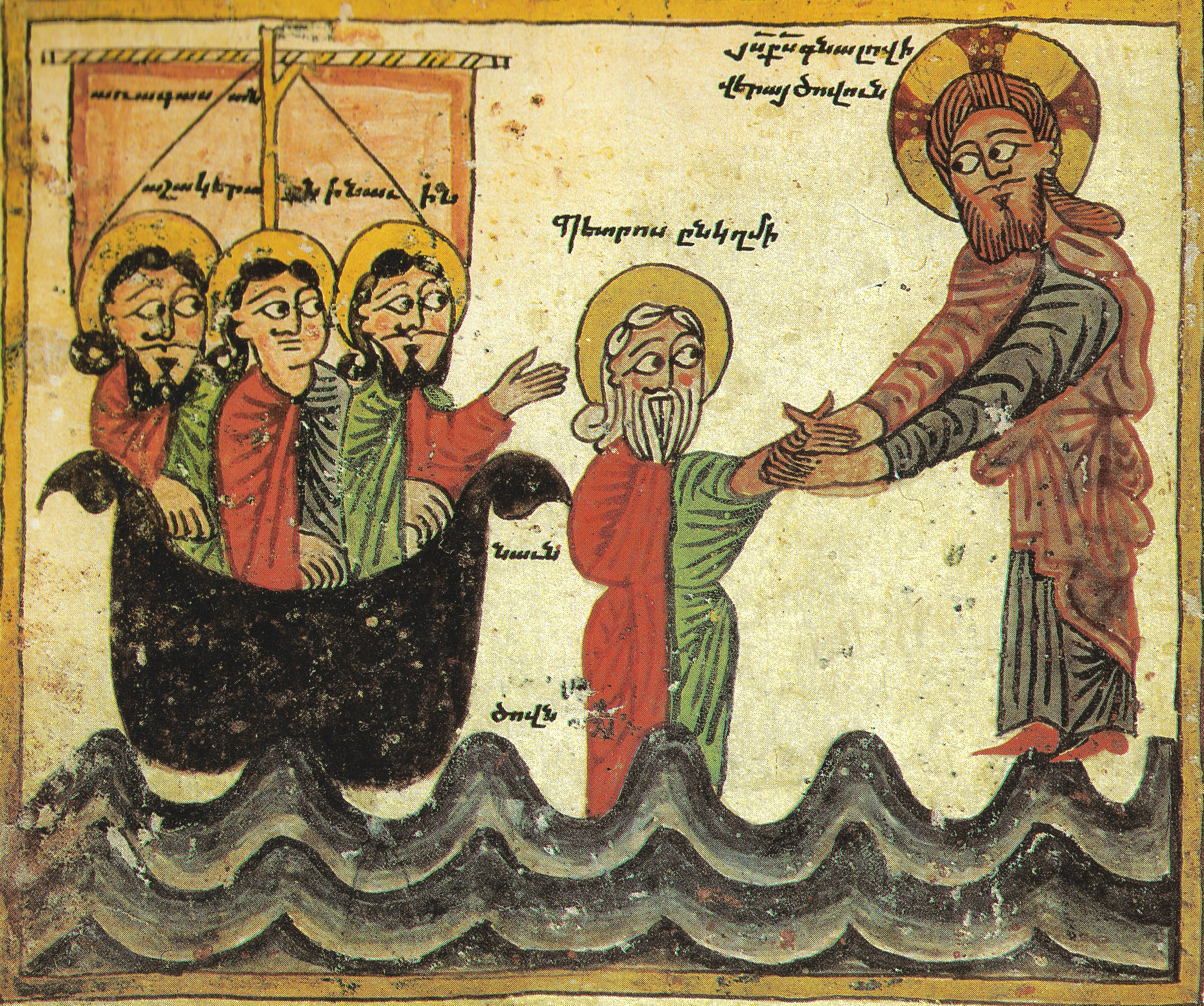
معجزة المشي على الماء. منمنمة أرمنية من إنجيل دانيل من يورانس، 1433 م.

ثلاثة من الأناجيل الأربعة ذكرت قصة المشي على الماء، وتلك الأناجيل هي متى ومرقس ويوحنا، حيث يحكي أن يسوع كان يمشي على الماء.وقال لبطرس تعال، وسار بطرس على الماء ولكن عند ارتفاع الأمواج خاف وارتعش فبدأ يغرق، فأمسك به يسوع وأنبه على قلة إيمانه. [متى. 14:28-31].

### في العشاء الأخير
في بداية العشاء الأخير، قام يسوع بغسل أرجل تلاميذه، ليعطيهم درساً في التواضع. ولكن بطرس رفض في البداية السماح ليسوع بغسل قدميه، ولكن عندما أجابه يسوع: «إن كنت لا أغسلك فليس لك معي نصيب. قال له سمعان بطرس يا سيد ليس رجلي فقط بل أيضاً يدي ورأسي». [يو. 13:2-11] وغسل القدمين كثيراً ما تتكرر في خدمة العبادة يوم خميس العهد من قبل بعض الطوائف المسيحية.

## وفاته

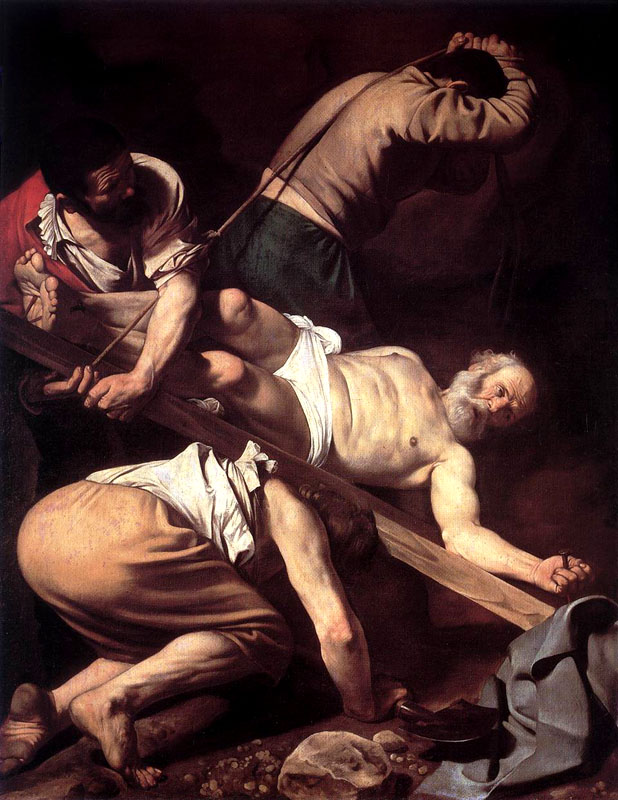
أيقونة صلب القديس بطرس. رسمت من قبل كارافاجيو.

يؤكد كل من بابياس وإيرونيموس وإكليمندس الإسكندري وترتوليانوس وكايوس وأوريجانوس ويوسابيوس وهم من آباء أو مؤرخي الكنيسة القدامى بأنه قتل في 29 حزيران-يونيو من عام 64 م. بينما يذهب بعض الباحيثين إلى أن وفاته كانت في 13 تشرين الأول-أوكتوبر من عام 64 م. وبحسب تقليد مختلف الكنائس يعتقد بأنه قتل صلبا بيد السلطات الرومانية. واستنادا إلى أحد كتب الأبوكريفا /أي الكتب الدينية المرفوضة من الكنيسة/. والذي يسمى بكتاب أعمال بطرس فإنه صلب بشكل مقلوب أي رأسه إلى الأسفل وقدماه للأعلى. ويحدد تقليد الكنيسة الكاثوليكية مكان دفنه تحت المذبح العالي في كاتدرائية القديس بطرس في الفاتيكان.
نستطيع أن نتبين ملامح شخصية بطرس الرسول من خلال ما ذكر عنه في الكتاب المقدس بأنه كان شخصية حماسية مندفعة كما أنه كان متسرعا في كثير من الأحيان في إطلاق الأحكام والوعود.
ويرجح بعض دارسي العهد الجديد بأنه كان في البدئ تلميذاً ليوحنا المعمدان (النبي يحيى) قبل أن يلتحق بالسيد المسيح ويصبح الشخص الأبرز بينهم حيث تم ذكره بشكل أكبر من بقية التلاميذ في الإناجيل الأربعة، فكان السبّاق في طرح الأسئلة على سيده كما أنه كان السبّاق أيضا في إعطاء الأجوبة. إضافة إلى ذلك اختصه السيد المسيح مع يعقوب ويوحنا بمعاينة أحداث عظيمة يرويها الإنجيل كحادثة التجلي وغيرها. يتحدث الكتاب المقدس عن إنكار بطرس معرفته بالمسيح ثلاث مرات أثناء المحاكمة التي سبقت الصلب ولكنه ندم على ذلك لاحقا وقبلت توبته وبعد قيامة السيد المسيح من الموت نال بطرس ورفاقه الرسل قوة من الروح القدس واندفعوا يبشرون بإيمانهم في كل مكان.
يعتقد أن الرسول بطرس كتب سفرين من أسفار العهد الجديد هما رسالة بطرس الأولى والثانية، في معظم اللوحات التي رسمت له نراه يحمل في يديه مفاتيح ملكوت السموات (رمز قيادته للكنيسة).

## في الكنيسة الكاثوليكية

### أوليّة بطرس
| بطرس                                    | طوبى لك يا سمعان بن يونا أن لحما ودما لم يعلن لك لكن أبى الذي في السماوات. وأنا أقول لك أيضا أنت بطرس وعلى هذه الصخرة أبني كنيستي وأبواب الجحيم لن تقوى عليها. وأعطيك مفاتيح ملكوت السماوات فكل ما تربطه على الأرض يكون مربوطا في السماوات وكل ما تحله على الأرض يكون محلولا في السماوات. | بطرس |
| — يسوع مخاطبًا بطرس، في إنجيل متى 16/18. | |      |

تشكل قضية أوليّة بطرس والسلطة الممنوحة له من قبل يسوع وتقدّمه على سائر التلاميذ الاثني عشر بناءً أساسيًا في الكنيسة الكاثوليكية والصرح البابوي. تستند الكنيسة الكاثوليكية في رؤيتها هذه إلى بطرس من عدة مواقف ومقاطع كتابيّة من الإنجيل وسفر أعمال الرسل. فبداية من المعروف أن يسوع اختار التلاميذ الإثني عشر من بين حلقة أوسع كانت تتبعه، وكان من بين الإثني عشر حلقة أضيق من التلاميذ المقربين تشمل بطرس ويوحنا بن زبدي وأخاه يعقوب، وتتعدد المواضع التي يذكر فيها انفراد المسيح مع هؤلاء الثلاثة كما حصل في التجلّي على الجبل «حين شاهدوا مجده»، وهم وحدهم من سُمح لهم بالدخول إلى بيت يائير عند إقامة ابنته من الموت، وهم وحدهم رافقوه لدى صلاته الأخيرة في بستان الجثمانية، وكذلك في مواضع أخرى من الإنجيل. وفي كل مرّة يحرص الإنجيليون سيّما في الأناجيل الإزائية على ذكر اسم بطرس قبل زميليه.
الأمر ذاته ينسحب على قوائم أسماء الرسل، وهي أربع قوائم في الأناجيل الإزائية وسفر أعمال الرسل، وبينما تختلف في ترتيب أسماء الرسل ضمن القوائم فجميعها متفق على وضع اسم بطرس في الرأس، ويشير إنجيل متى صراحة إلى هذه الأوليّة: «هذه أسماء الإثني عشر رسولاً: الأول سمعان المدعو بطرس».متى 10/2] بل إن الإنجيل يسمّي أحيانً الرسل «بطرس ومن معه» كما في مرقس 1/36 ولوقا 8/45 أو «بطرس ورفيقاه» كما في لوقا 9/32، ويلاحظ في مواضع عديدة أن بطرس هو الذي يأخذ المبادرة في معظم الأحيان وينطق باسم الآخرين كما في متى 19/16 ومرقس 8/32 ومتى 15/15 ومرقس 11/21 ومرقس 14/29؛ كما أن يسوع قد حباه حسب الرواية الإنجيلية ببعض الأمور الخاصة، كالإيعاز إليه الذهاب مع يوحنا لإعداد عشاء الفصح، ومواضع أخرى أمثال يوحنا 6/67. حتى بعد القيامة ظهر لبطرس بنوع خاص،لوقا 24/34] وهو ما يثبته بولس أيضًا: «تراءى لكيفا ثم للاثني عشر».1كور 15/5] وفي إنجيل يوحنا، فجر القيامة، يذكر أن «التلميذ الحبيب» أي يوحنا وصل إلى القبر قبل بطرس، ولم يدخل بل انتظر ريثما يصل بطرس. وفي ذلك حسب رأي الكنيسة الكاثوليكية إقرارًا بالتراتبية. إن هذا الموقف قد دفع اللاهوتي البروتستانتي أوسكار كولمان للقول:
«إن التقليد القديم الذي تستند إليه الأناجيل الإزائية لا يجهل البتّة أن بطرس كان يحتل مكانة رفيعة بين التلاميذ. وهذا الواضع الخاص، يثبته كل من لوقا ومرقس ومتى، ولا يمكن إنكاره أو الحد من أبعاده إلا بدافع حكم مسبق طائفي.»

### سلطة بطرس
| بطرس                 | فقال له يسوع: ارعَ خرافي. | بطرس |
| — إنجيل يوحنا 21/17. |                          |      |

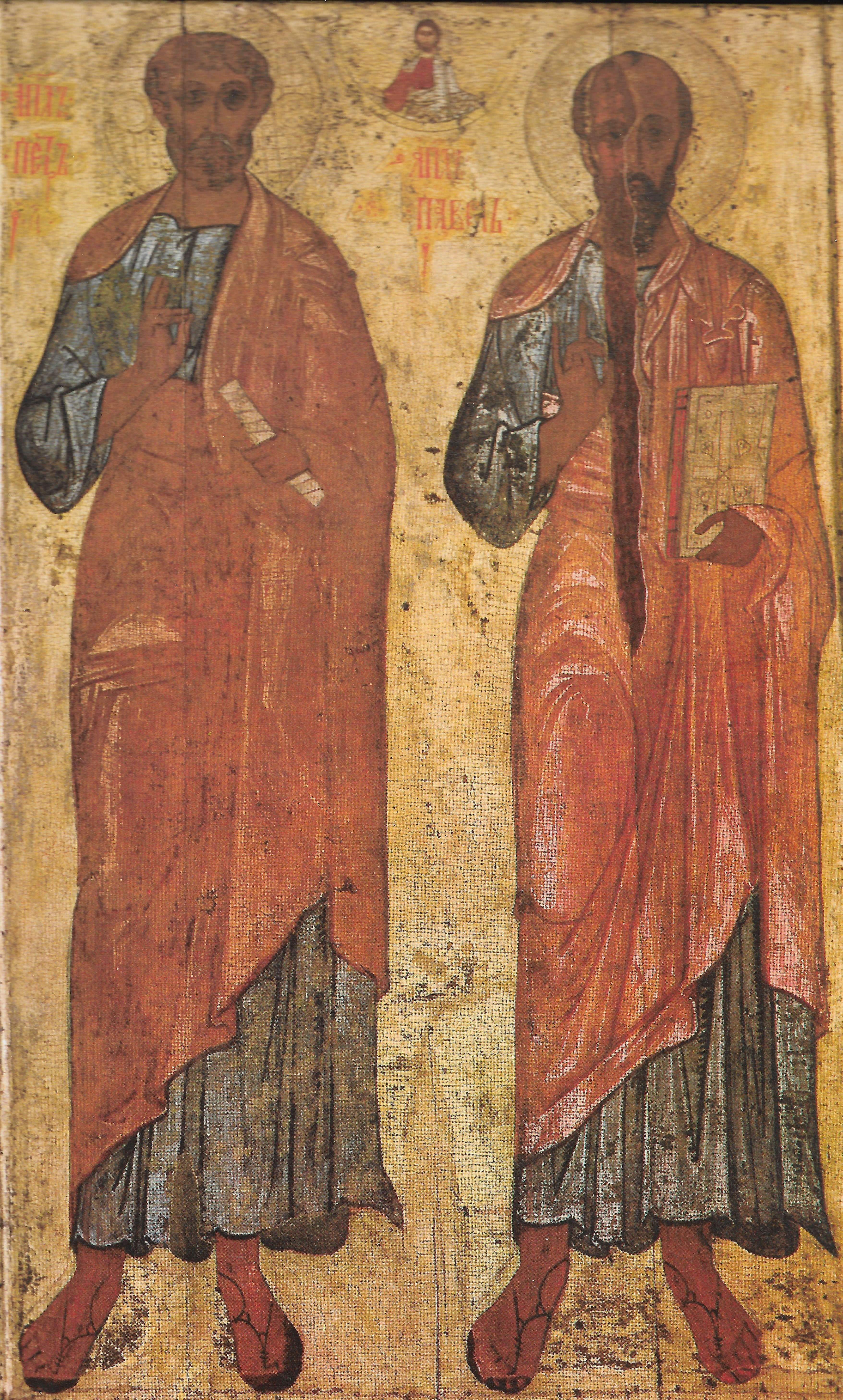
أيقونة بيزنطية تمثل القديس بطرس وبولس من القرن 12 م.

تستند الكنيسة الكاثوليكية على ثلاثة مواضع من الإنجيل لإثبات سلطة بطرس. الأول من إنجيل متى 16/17-19 فخلال تواجدهم في قيصرية فيلبس أعلن المسيح للتلاميذ أن سمعان بن يونا هو «صخر» والتي تعني في اللغة اليونانية «بطرس»، وأنه عليه سيبني الكنيسة، بل وأيضًا: «أعطيك مفاتيح ملكوت السموات، فكل ما تربطه على الأرض يكون مربوطًا في السماء؛ وكل ما تحلّه على الأرض يكون محلولاً في السماء».متى 16/19] يُعرف هذا النص من إنجيل متى في الكنيسة الكاثوليكية باسم «إنجيل الكنيسة»، ففيه يقول المطران حبيب باشا غدا بطرس رئيسًا لها وذو سلطة فعبارة «الحل والربط» القادمة من التراث اليهودي والتقليد الرّأبّي تعني التحريم والتحليل وبالتالي ملئ السلطة. تعتقد الكنيسة الكاثوليكية أن سلطة بطرس الممنوحة له بموجب هذا النص شبيهة بسلطة يوسف النبي والتي وهبها له فرعون، ويقول سفر التكوين بهذا الخصوص أن يوسف أصبح: «سيدًا لجميع أهل فرعون، وذو سلطان على جميع أرض مصر».تكوين 45/8] فتقدّم بطرس ليس تقدمًا شرفيًا أو فخريًا فقط بل هو معضود بسلطة ممنوحة لهم، رغم أن جميع الرسل بدورهم ذوي سلطة بشكل منفرد أو مجتمعين كما حصل عند انتخاب ميتا خلفًا ليهوذا الإسخريوطي فالسلطة الخاصة لبطرس، لا تعني سلطة مطلقة أو احتكاريّة. أما بما يخصّ ديمومة السلطة، أي انتقالها لخلفاء بطرس والرسل، فهو نابع من ضرورة استمرار الكنيسة واستمرار السلطة فيها، وإلا لزالت كل سلطة في الكنيسة بوفاة الرسل. يقول المطران حبيب باشا في هذا الخصوص: «إن سلطة الأساس المبني على صخر، توحي بالثبات والاستقرار والديمومة، لا بدّ للسلطة الكنيسة وسلطة بطرس من الاستمرار والبقاء، فتتخطى شخصه الزائل وتنتقل حكمًا إلى خلفائه كما سلطة سائر الرسل».
الموضع الثاني مقتبس من إنجيل لوقا، ففي ختام العشاء الأخير قال له يسوع: «سمعان، سمعان! هوذا الشيطان قد طلب مني بإلحاح أن يغربلكم كالحنطة وأنا صليّت لأجلك لكي لا يتزعزع إيمانك. وأنت متى عدت ثبت إيمان إخوتك».لوقا 22] فيما يخصّ سلطة بطرس ترى الكنيسة أن عبارة «متى عدت ثبّت إخوتك» تأكيدًا على السلطة الخاصة لبطرس في المواضيع الإيمانية، فهو بمثابة «الحارس لإيمان الرسل وإيمان الكنيسة». أما الجزء الأول المتعلق بعدم تزعزع الإيمان، قد أفضى إلى اجتراح عقيدة «عصمة البابا» في الشؤون الإيمانية عام 1871 خلال المجمع الفاتيكاني الأول، علمًا أن الكنيسة ترى أن بطرس كما البابا عرضة للزلل والخطأ المسلكي، فبطرس نفسه أنكر المسيح في تلك الليلة ثلاث مرّات غير أن ذلك لا ينجم حسب المطران باشا عن «ضعف في إيمانه، بل جبن وتخاذل؛ أما إيمانه الذي بقي سالمًا هو الذي حمله على التوبة».
الموضع الثالث من خاتمة إنجيل يوحنا، حين سأل يسوع بطرس ثلاث مرّات إن كان يحبّه، وهو ما رأى فيه آباء الكنيسة تكفيرًا عن المرّات الثلاث التي أنكره فيها. وفي كل مرّة كان يطلب يسوع منه «رعاية القطيع». ولما كان إنجيل يوحنا يسمي يسوع نفسه «الراعي»، وجدت الكنيسة الكاثوليكية في ذلك إشارة إلى تفويض هذه المهمة إلى أحد رسله لا ليحلّ محله بل لينوب عنه ويمثله. تستخدم الآية السابقة للإشارة إلى الديمومة أيضًا «فبطرس سيموت، لكن القطيع باقٍ؛ فلا بدّ من راعي يواصل مهمة بطرس، لذلك يجب أن تكون رعاية القطيع مستمرة ودائمة، فتنقل السلطة بعد وفاته إلى خلفاءه ما دام للكنيسة وجود على الأرض».

## وجهة النظر الإسلامية
من ذريته تكون والدة  المهدي المنتظر عند المسلمين .. يُذكر في المصادر الإسلامية باسم شمعون الصفا، ويُشار إليه على أنه شخصية دينية من أوائل العهد المسيحي. وتذكر بعض المصادر أنه من الحواريون. ذكر الشهرستاني في الملل والنحل «شمعون الصفا وهو أفضل الحواريين علماً وزهداً وأدباً». ويقول المسعودي بأنّ شمعون الصفا هو بطرس خليفة يسوع عيسى بن مريم المعروف عند النصارى؛ فيقول: «بطرس ويسمى شمعون وسمعان وهو خليفة أيشوع الناصري». أمّا في المصادر والكتب المسيحية فقد ورد ذكر شمعون الصفا باسم: سمعان، بطرس، كيفا، وصفا. وفي قاموس الكتاب المقدس أن «بطرس اسم يوناني ومعناه صخرة أو حجر وكان هذا الرسول يسمّى أولاً سمعان فلمّا اتبع يسوع سمي كيفا وهي كلمة آرمية معناها صخرة يقابلها في العربية صفا، أي صخرة، وقد سمّاه المسيح بهذا الاسم. والصخرة باليونانية بيتروس ومنها بطرس».

### مرقده
اختُلف على مكان دفنه. رأى المسيحيين أنه مات ودفن في روما (بازيليك مار بطرس). أما المؤرّخون المسلمون فيقولون أنه قُتل بين بني قومه في جبل الجليل وجواره ودفن في شمع وله مقام معروف بها. كما يعتقد أن مرقده في أحد محال الموصل.
ويذكر محمد أمين الخطيب في «منهل الأولياء» «شمعون الصفا الحواري هو في كنيسة للنصارى في محلة من الموصل - هي محلة الشيخ محمد - يزوره المسلمون قليلا، لكونه في أيدي النصارى وأنه لم يتحقق ذلك عندهم...وفي بعض كتب السير لم يعد شمعون الصفا في الحواريين.».

## معرض الصور

بطرس في أيقونة من دير القديسة كاترينا بسيناء

## مواقع خارجية
- stpetersbasilica.org بازيلك القديس بطرس في روما
- إيتيومولوجية-بطرس الرسول نسخة محفوظة 17 يونيو 2005 على موقع واي باك مشين.
- الموسوعة العربية المسيحية
- كيفية تَعرّف بطرس على يسوع